# أليكسي زيتنيكوف
أليكسي زيتنيكوف (بالروسية: Житников, Алексей Анатольевич)‏ هو لاعب كرة قدم روسي في مركز الوسط، ولد في 7 ديسمبر 1984 في  في روسيا. لعب مع أفانجارد كورسك وروتور فولغوغراد وسيبير نوفوسيبيريسك ونادي خيمكي ونادي ساتورن رامنسكوي.

## وصلات خارجية
- أليكسي زيتنيكوف على موقع قاعدة بيانات كرة القدم.إي يو (الإنجليزية)
- أليكسي زيتنيكوف على موقع Soccerway.com (الإنجليزية)